# Chruścice
Chruścice – wieś sołecka w Polsce, położona w województwie świętokrzyskim, w powiecie pińczowskim, w gminie Pińczów.
W latach 1975–1998 miejscowość administracyjnie należała do województwa kieleckiego.

## Części wsi

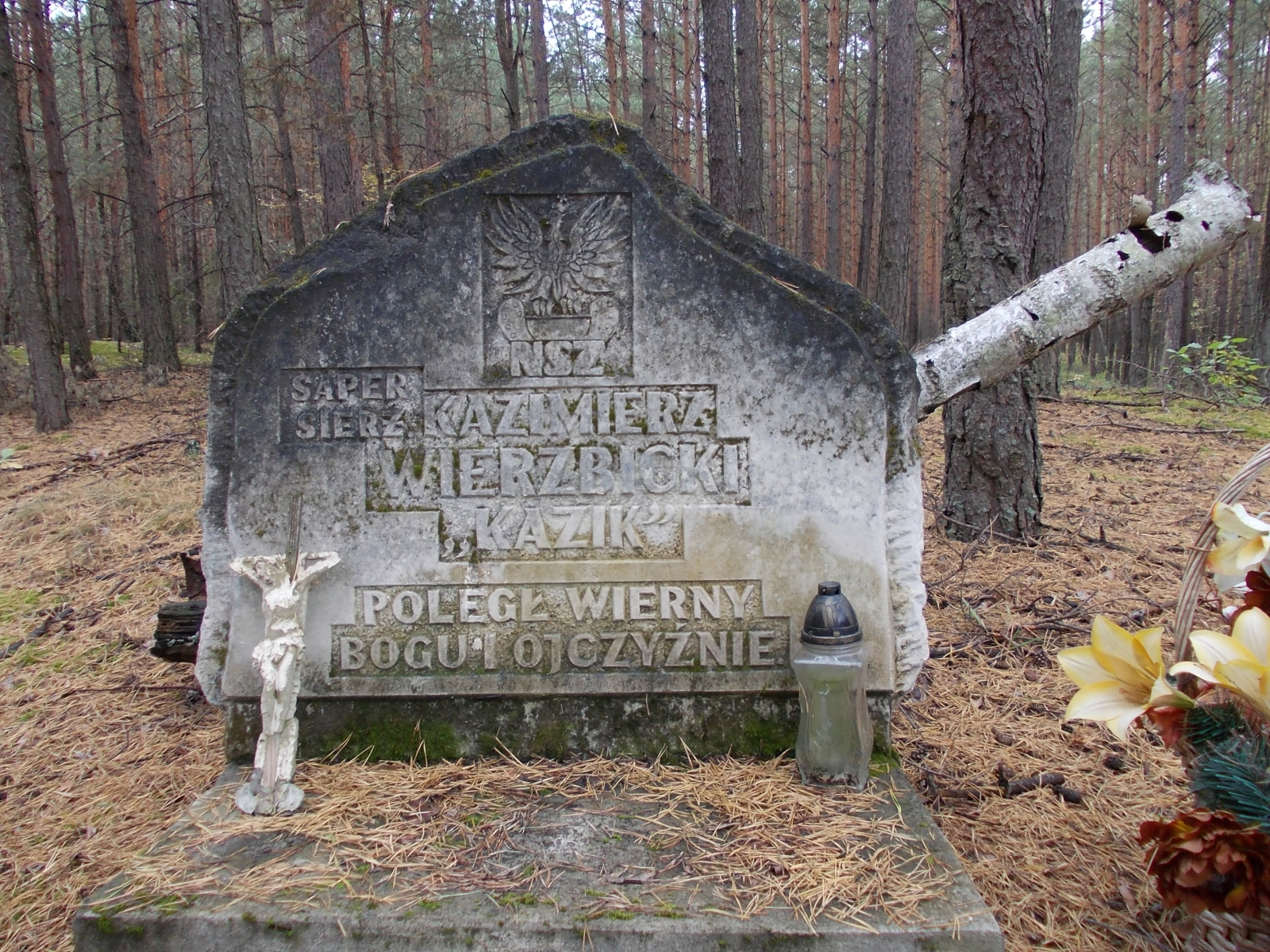
Grób Kazimierza Wierzbickiego ps. "Kazik", żołnierza NSZ.

| SIMC    | Nazwa  | Rodzaj    |
| ------- | ------ | --------- |
| 0262869 | Krzaki | część wsi |

## Historia
W wieku XIX Chrościce także Chruścice – wieś w powiecie pińczowskim, gminie Pińczów parafii Sędziejowice. 

We wsi młyn wodny. W 1827 r. było tu 28 domów 223 mieszkańców Folwark Chruścice z wsią Chruścice, odległy od Kielc wiorst 35 od Pińczowa wiorst 8, od Myszkowa wiorst 87, od rzeki Nidy wiorst 8. Dobra te nabyto w r. 1882 za rubli srebrnych  22 100. Ogólna przestrzeń gruntów wynosi mórg 738. Budowli: murowanych jeden, z drzewa 9. Wieś Chruślice posiadała osad 34, gruntu mórg 378.
W 1926 roku została utworzona Ochotnicza Straż Pożarna.

W dniu 3 czerwca 1945 roku, oddziały szturmowe Ministerstwa Bezpieczeństwa Publicznego w lasach na południe od Chruścic stoczyły potyczkę z oddziałem Narodowych Sił Zbrojnych.